# Plateumaris caucasica
Plateumaris caucasica là một loài bọ cánh cứng trong họ Chrysomelidae. Loài này được Zaitzev miêu tả khoa học năm 1930.